# Gnaius Mallius Maximus
Gnaius Manlius (Mallius) Maximus was de consul die verslagen werd door de Cimbri in de Slag bij Arausio (6 oktober 105 v.Chr.). Hij was een lid van de gens Manlia, en was een novus homo toen hij werd verkozen als consul.